# San Benedetto (Iglesias)
San Benedetto è una frazione del comune di Iglesias di 220 abitanti circa, situata fra i colli nella zona del Fluminese si trova a circa 370 m sopra il livello del mare.

## Storia
La zona fu frequentata dall'uomo sin dalla preistoria come testimoniato dalla presenza di domus de janas della cultura di Ozieri (necropoli di San Benedetto) .
Il piccolo villaggio minerario sorse agli inizi del Novecento sul luogo dell'antica villa medievale di Guindili, nella Curatoria del Sigerro, facente parte del giudicato di Cagliari, e venne popolato dai minatori che lavoravano nella vicina miniera, ricca di minerali di zinco, gestita dalla società belga  Vielle Montagne.

## Monumenti e luoghi d'interesse
Il borgo è caratterizzato da una architettura abbastanza omogenea, le abitazioni si affacciano sulla strada principale e sulle sue traverse. Edifici di spicco sono l'edificio scolastico, la piccola chiesetta di  San Benedetto e la piazzetta adiacente.